# Wildgrat
Le Wildgrat est une montagne qui s’élève à 2 971 m d’altitude dans les Alpes de l'Ötztal, en Autriche.